# Constantin Meunier
Constantin Émile Meunier (Etterbeek, Bèlgica, 12 d'abril de 1831 - Ixelles, Bèlgica, 4 d'abril de 1905) pintor i escultor realista belga. La seva obra és un reflex dels desenvolupaments industrials, socials i polítics de la seva època i representa una visió apassionada i compromesa de l'home i del món.

## Biografia
Primer pintor d'escenes religioses, Constantin Meunier va ser profundament influenciat per la visita que va fer amb el seu amic l'escriptor Camille Lemonnier al Borinage, el país negre, regió minera de la província d'Hainaut a Bèlgica. Es converteix en activista socialista al Partit dels Treballadors de Bèlgica. En un moment en què Bèlgica es transforma profundament pel desenvolupament de la industria siderúrgica i per l'auge de les organitzacions sindicals, polítiques i cooperatives de treballadors, Meunier es dedica a representar el món del treball.
Meunier va continuar treballant a l'ombra durant molts anys, sense fer una copiosa producció, de manera que al període entre 1857 i 1869 només va completar una vintena d'obres. Mentrestant es va casar (el 1862, i de la unió van néixer tres filles i dos fills). Per completar la seva formació, va emprendre un viatge a Itàlia i va romandre la major part del temps a Florència. Les obres de l'època són encara totes centrades en temes religiosos, van ser encarrecs o simplement el resultat de la seva inspiració com L'Enterrement du trapenc (L'enterrament de trapenc) i Le martyre de Sant-Etienne (martiri de Sant Esteve)
Després d'una estada de sis mesos a Espanya, d'octubre de 1882 a abril de 1883, acompanyat del seu fill Karl, Théo Van Rysselberghe i Darío de Regoyos, l'escultura anirà tenint més importància en la seva obra. Enviat a Sevilla pel Govern belga per tal de fer una còpia del Descendiment de la Creu, de Pieter de Kempeneer (1503-1580), conegut a Espanya com Pedro de Campaña, també va realitzar algunes obres personals, com La Fábrica de tabacos de Sevilla (Museu Reial de Belles Arts de Bèlgica). En total, durant la seva estada va pintar una desena de quadres i va fer uns quants centenar de dibuixos i esbossos. A Andalusia el contacte amb l'art espanyol va canviar significativament el seu estil, dotant-lo de colors més vius i intensos, influït més que res en el seu profund desig de dedicar el seu art al treball obrer i el seu control sobre la matèria, que l'escultura expressa a la perfecció.
Va ser un dels primers a qüestionar l'art dels monuments oficials, que descriuen el món com si no passés res i en aquesta època passà de la pintura a l'escultura: la seva obra El Pudelador va ser la primera emblemàtica d'aquest canvi. Es va convertir en el mestre d'un nou tipus d'art realista social que omplia un buit dintre de la representació de la realitat de l'època donant-li cara a l'obrer al cor de l'impuls econòmic industrial. Es fa l'intèrpret de tot això mitjançant d'una pintura fosca i dramàtica. De tornada a casa, s'ocupa en pintures de paisatges i en les persones que reprodueixen la vida de les fàbriques. Llavors, inesperadament, en 1885 Meunier va virar de nou cap a l'escultura, amb els seus bronzes de característiques anguloses.
Per Anvers va presentar dues obres, mentre que a Brussel·les va exposar L'estibador i els bustos de personalitats distingides, entre elles la del seu amic Camille Lemonnier. El diari Jeune Belgique va començar a fixar-se en ell i celebrar l'arribada d'un nou art inexplorat. El pinacle de la fama li va arribar un any després: al Saló de París El colpejador va despertar les felicitacions de Rodin i l'entusiasme de Octave Mirbeau, que es va prodigar en un munt d'elogis. En el mateix període es va completar després d'anys de treball, l'escultura del Monument al Treball, potser la seva obra més famosa, que va ser comprada per l'Estat belga uns anys més tard i instal·lada a Laeken, un municipi de Brussel·les, després de la mort de l'autor.
El 1887, després d'anys d'espera, Meunier va aconseguir una plaça com a professor a l'Acadèmia de Belles Arts de Lovaina. Aquest període de la seva vida, relativament feliç, va coincidir amb l'etapa de producció més fructífera, en la pràctica de la pintura i l'escultura. Va patir una gran desgràcia el 1894, quan va perdre dos fills en qüestió de mesos. A l'any següent va tornar a Brussel·les, mentre que 1896 es va veure reconegut internacionalment, a París. El 1900 es va instal·lar definitivament a Ixelles, i aquí va morir el 4 d'abril de 1905, mentre treballava en el grup escultòric La Fecunditat .
Una important col·lecció d'obres de Constantin Meunier es troba al museu del seu nom, que es troba a Ixelles Brussel·les. Altres obres de l'artista es mantenen en els principals museus de Bèlgica, en el Museu d'Orsay de parís i en museus d'altres països europeus i no europeus. L'any 2008, una exposició organitzada pels Museus Reials de Belles Arts de Bèlgica va mostra bona part del treball que Meunier va fer a Sevilla i per primera vegada es va exposar públicament la còpia del Descendiment de la Creu de Pedro de Campaña, que va ser l'encàrrec rebut del Govern belga i motiu del seu viatge a Sevilla.

## Obres

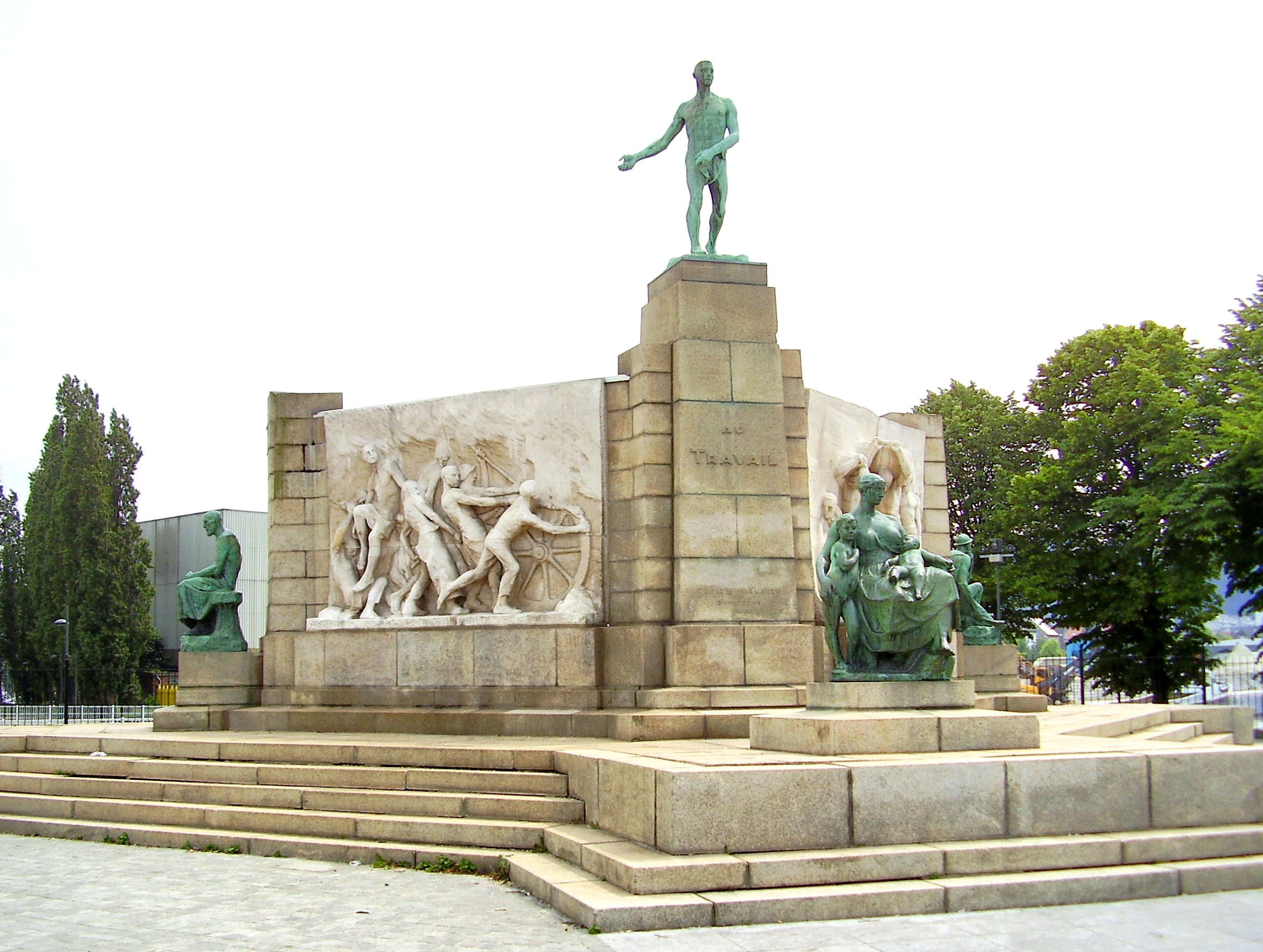
Monument al Treball (1930)

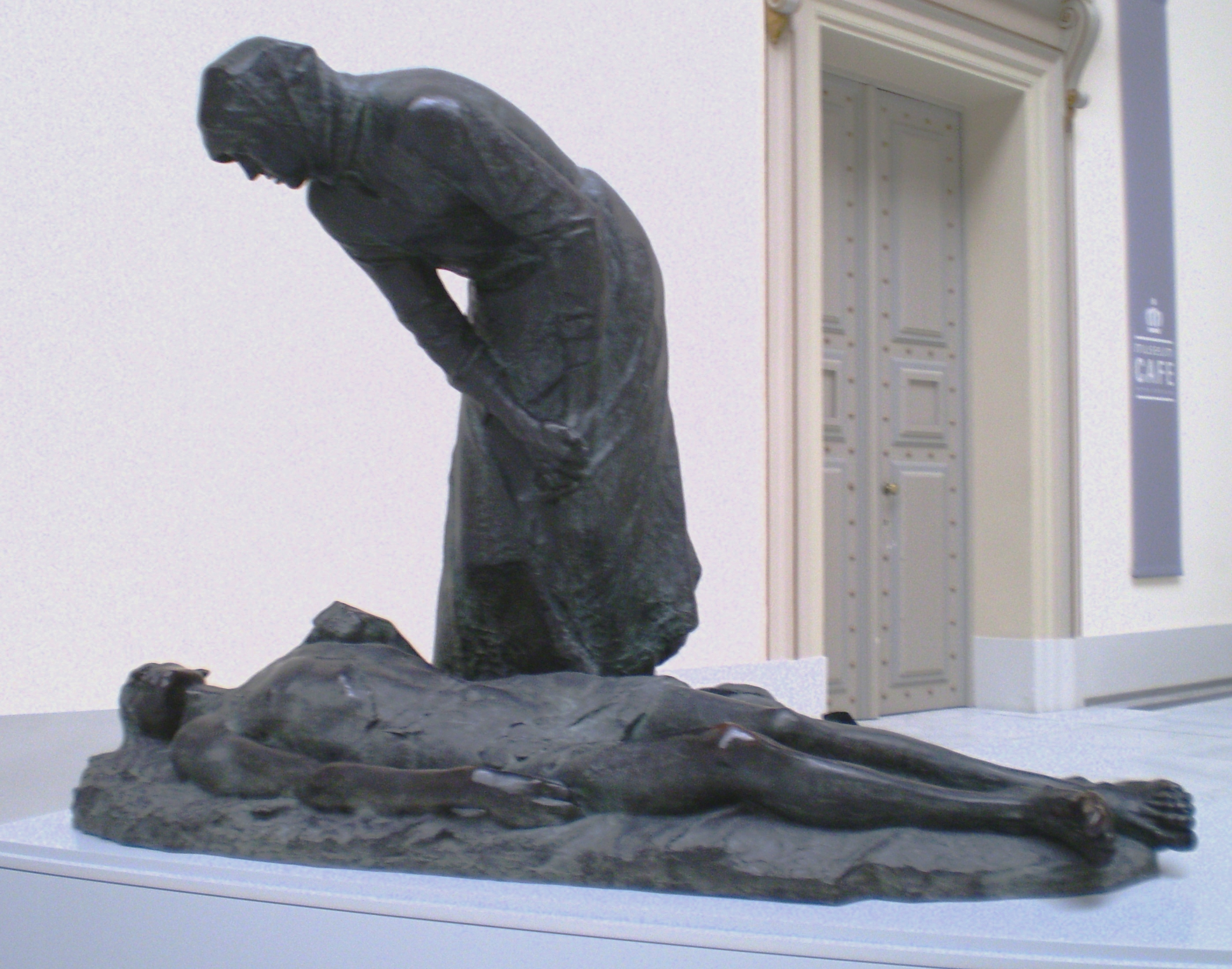
Le Grisou

### A Bèlgica
- Al Reial Museu de Belles Arts d'Anvers:
  - La tornada de la mina, pastís sobre llenç
  - El forjador, bronze
- AL Museu Royal d'art ancien à Bruxelles : 
  - El grisú
- Jardí botànic de Brussel·les :
  - El sembrador o La tardor
  - L'estiu o El segador
- Bruxelles, Laeken: Monument al treball
- Bruxelles, plaça Constantin Meunier
- Bruxelles, parc del Cinquantenari
- Al Museu de Belles Arts de Charleroi:
  - Jeune hiercheuse descendant dans la fosse
  - Le Puddleur (El pudelador)
- A Charleroi, pont Baudouin :
  - Le Mineur
  - Le Marteleur

### A França
- A París, Museu d'Orsay:
  - La Glèbe, 1892, bronze
  - Puddleurs au four, 1893, bronze
  - L'Homme qui boit, 1890, bronze
  - Débardeur du port d'Anvers, 1885, bronze
  - Débardeur, 1905, bronze
  - L'Industrie, 1892-1896, relief en bronze
  - La Moisson, 1895, relleu en bronze

### A Catalunya
- A Barcelona, Museu Nacional d'Art de Catalunya
  - El forjador, 1886, bronze[8]

## Galeria

### Escultures

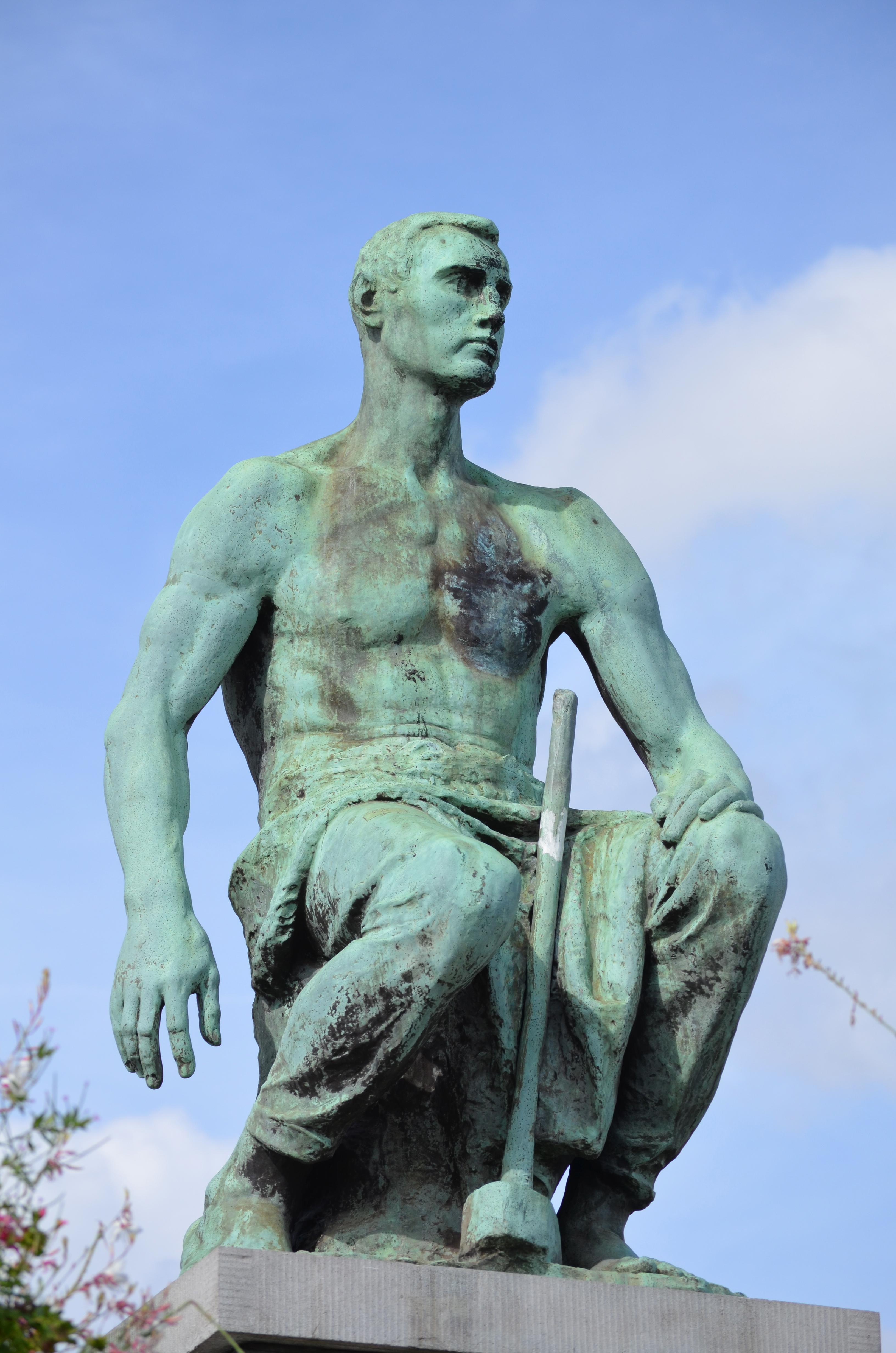
Ferrer
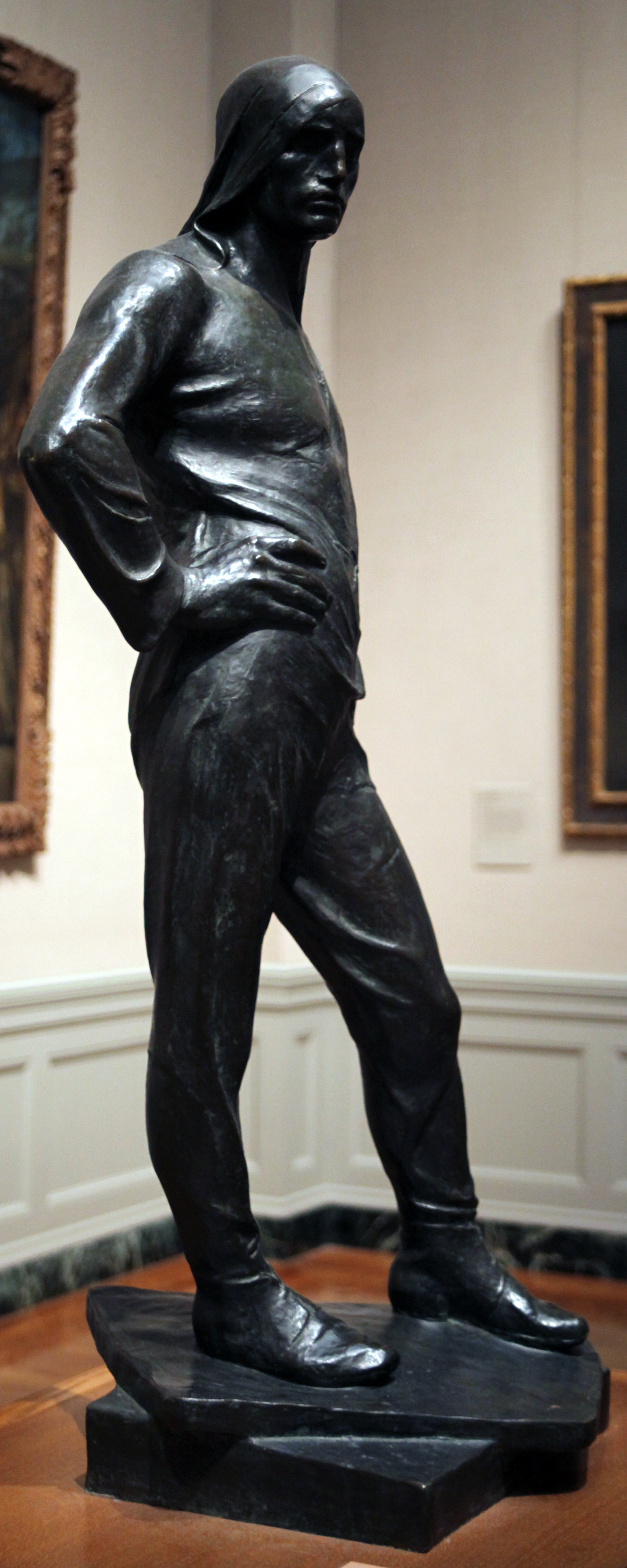
Le Débardeur (1885)
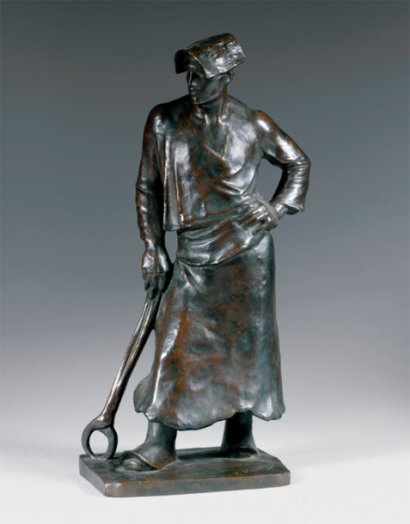
Le Marteleur.
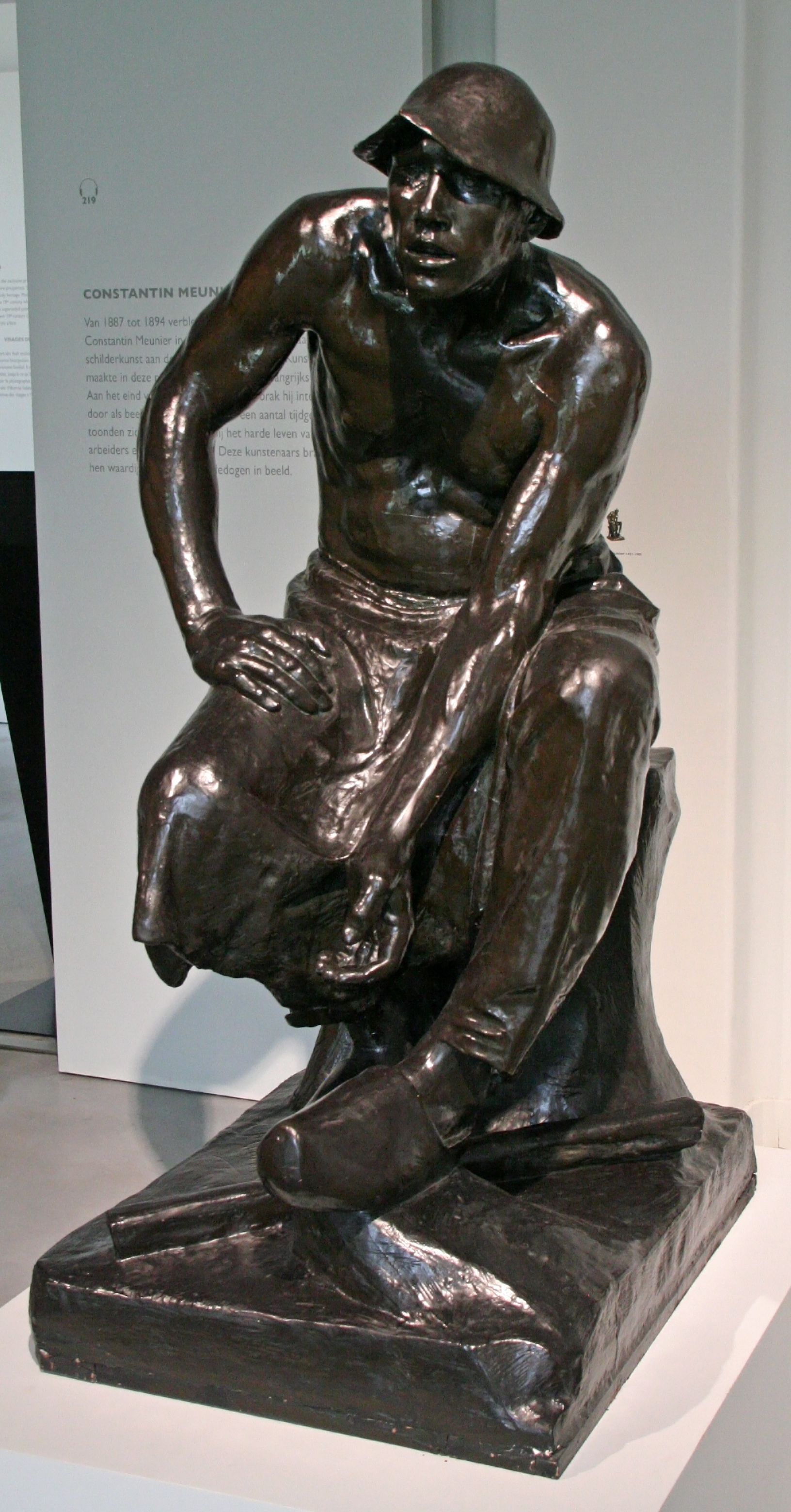
Le Puddleur
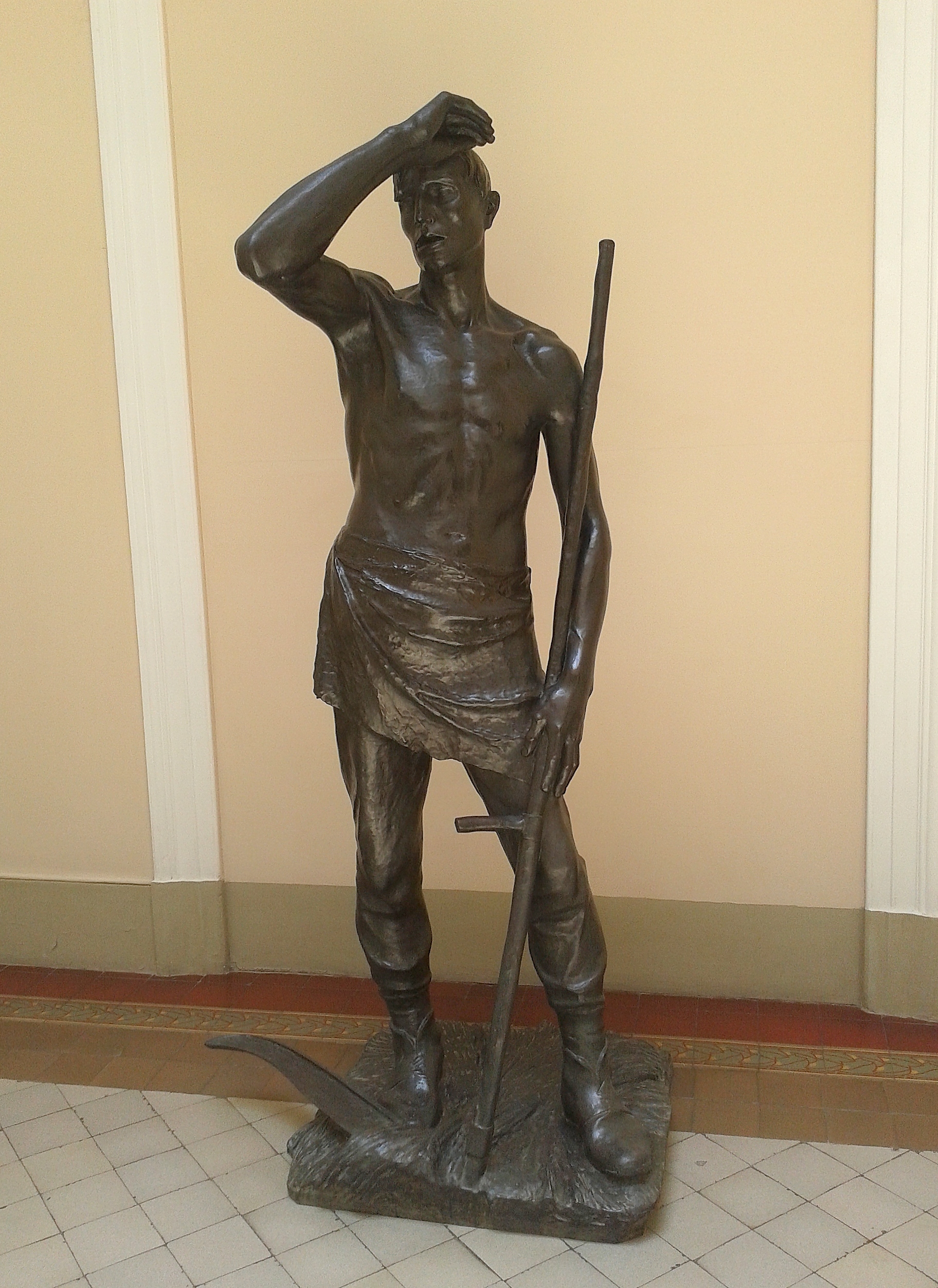
El segador
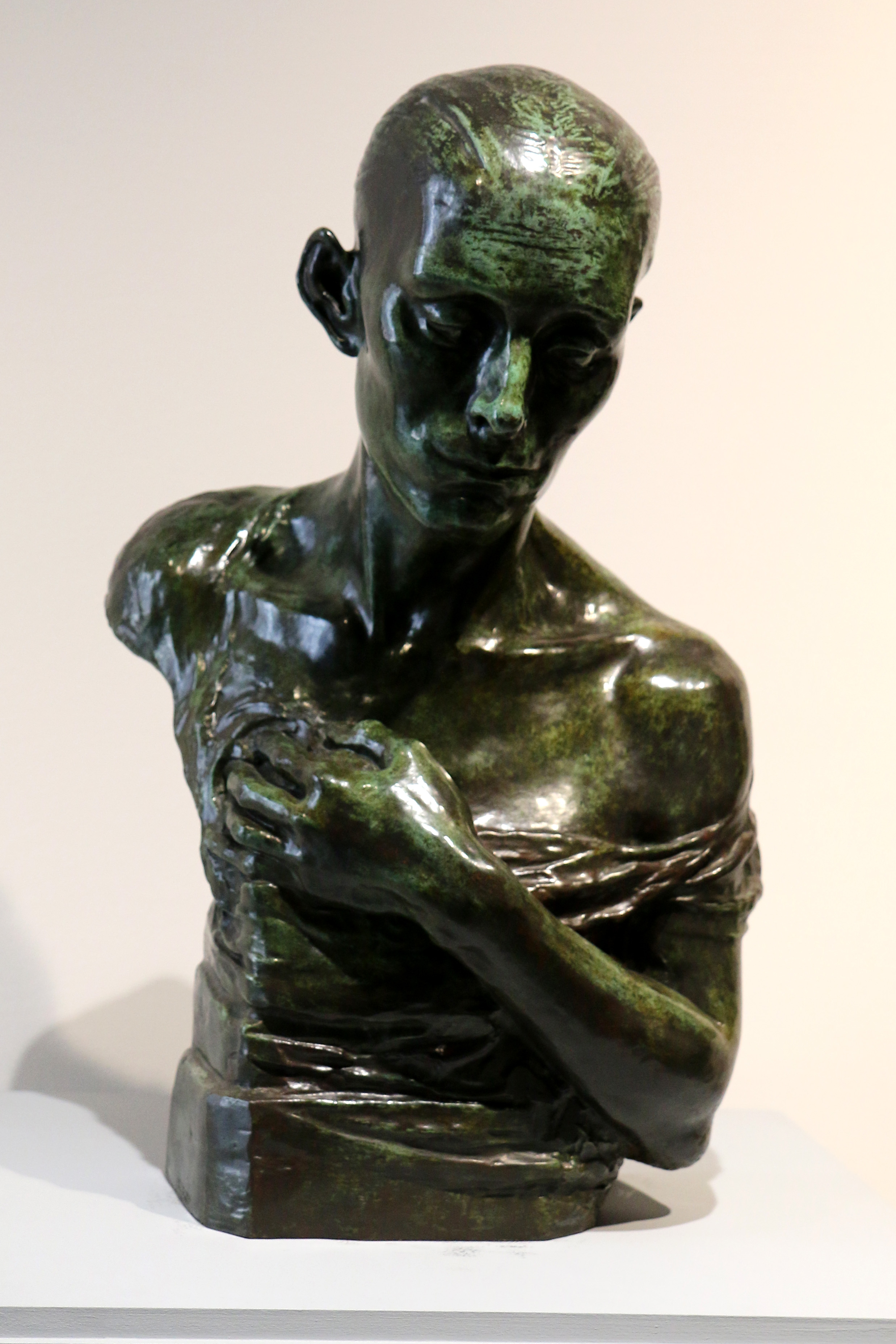
Femme du peuple (1893)

### Pintures

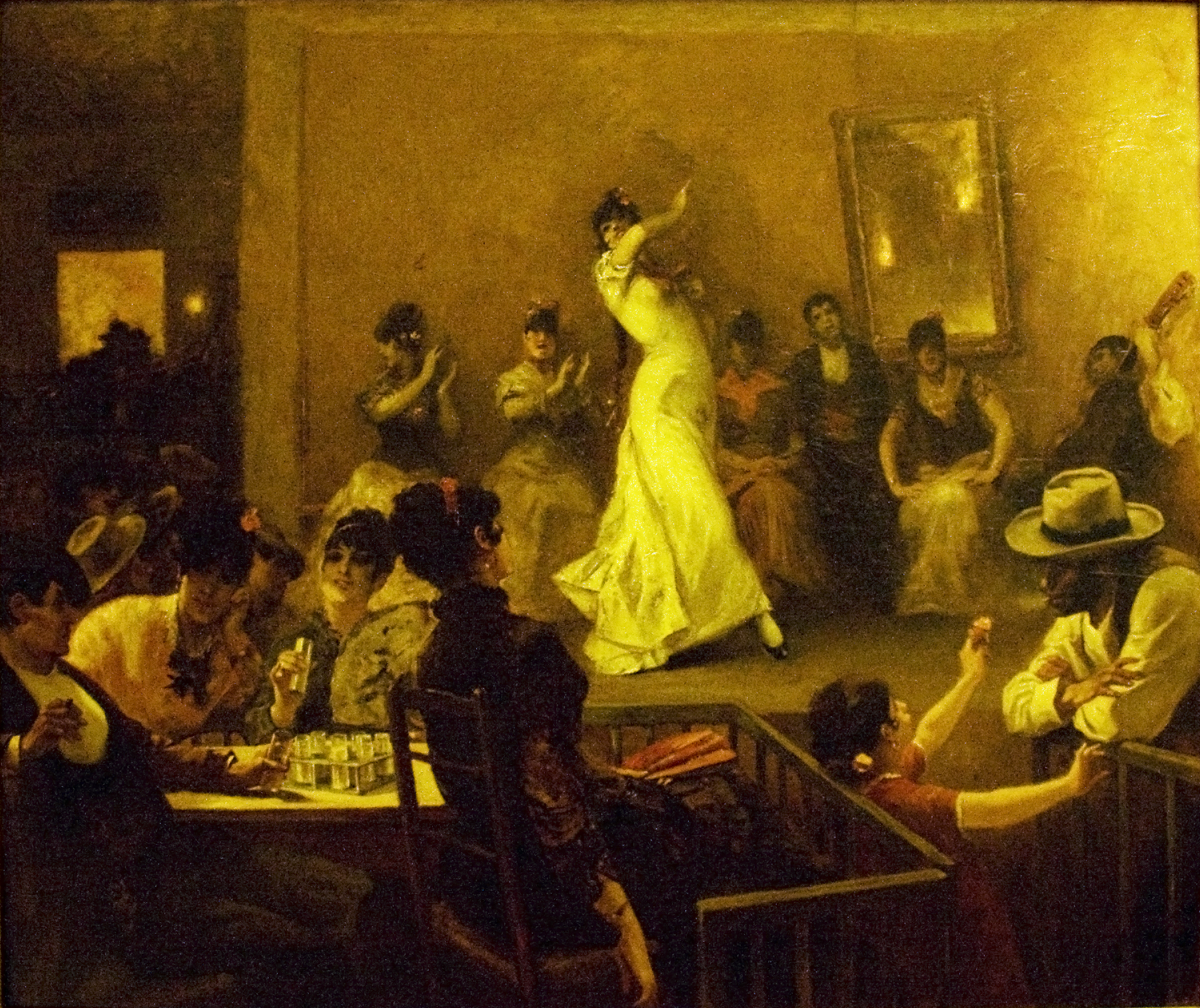
Café del Buzero, Sevilla.
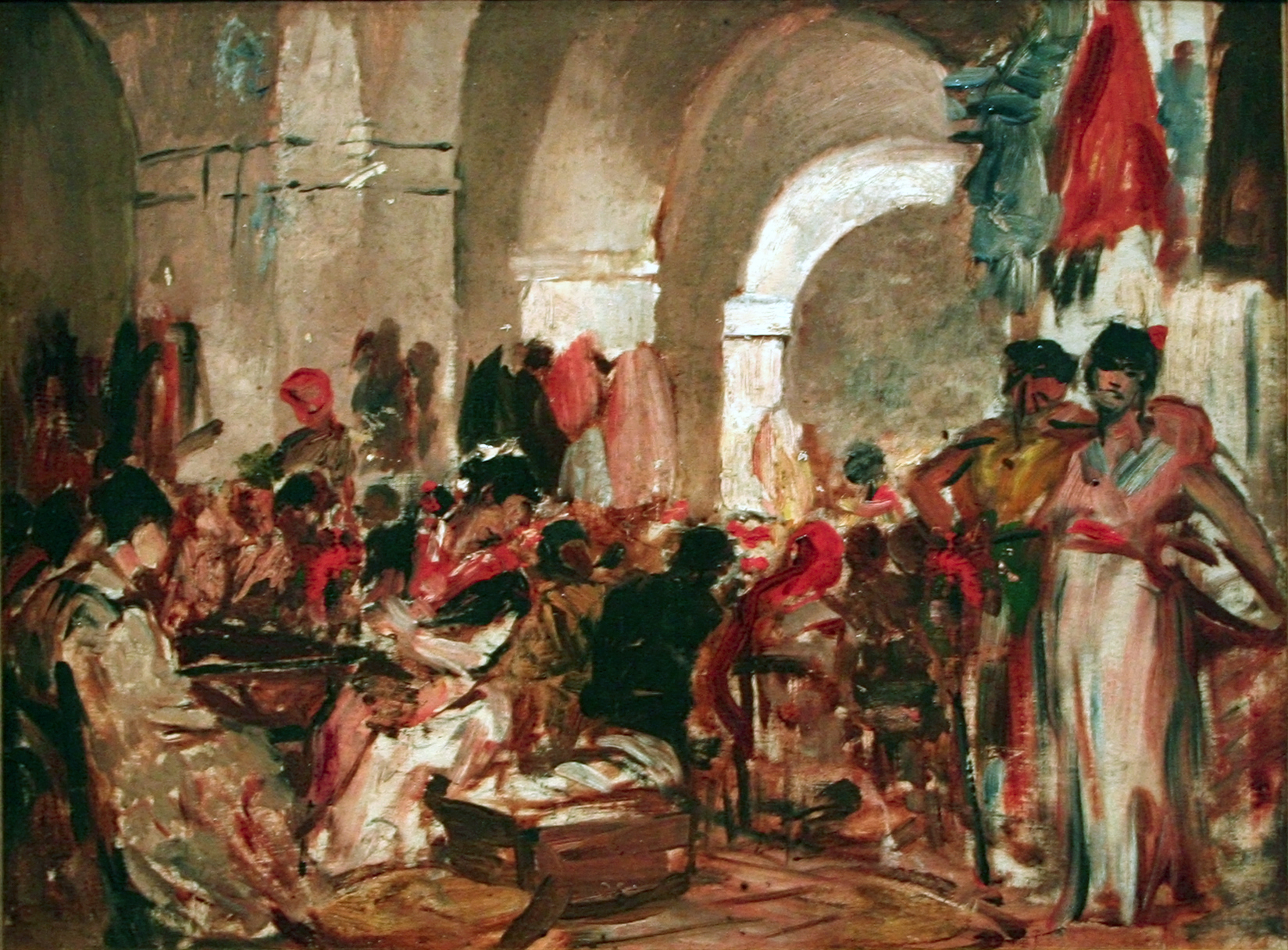
Esbós de La Fábrica de tabacos de Sevilla
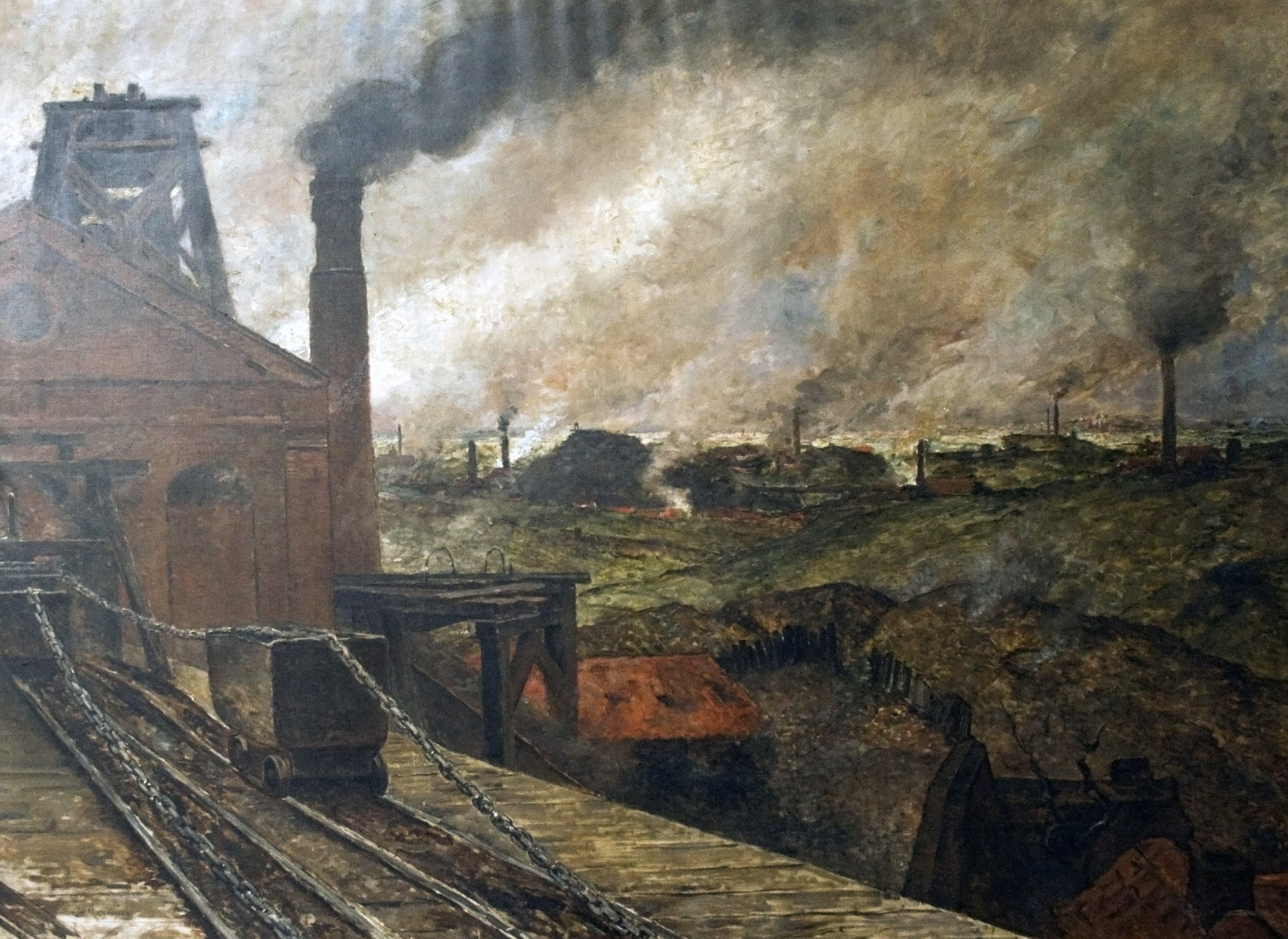
País Negre (1893)
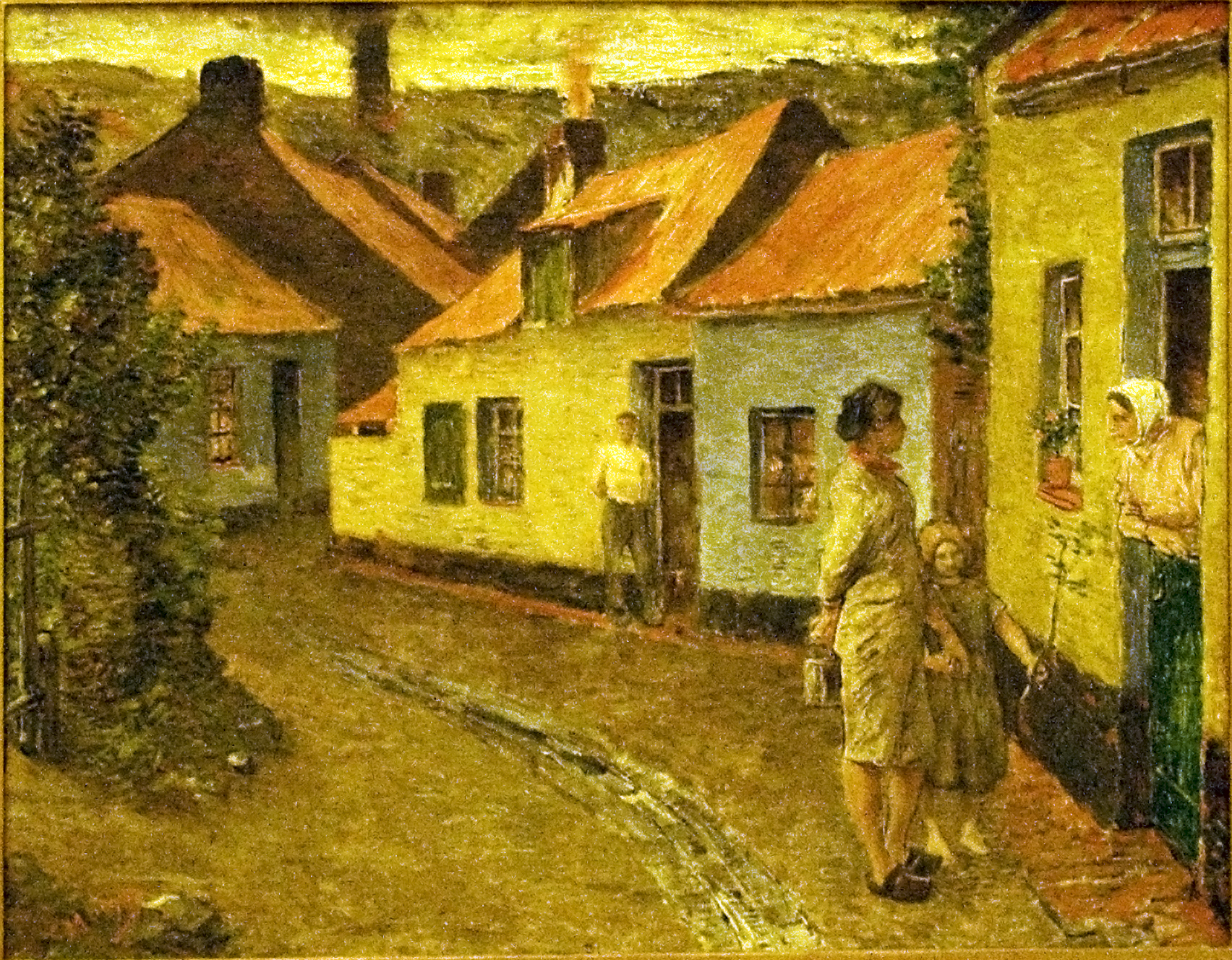
Dones xerrant